# Йостерш ИФ
Йостерш Идротсфьоренинг (на шведски: Östers Idrottsförening) е шведски футболен отбор от град Векшьо. Основан е на 20 април 1930 г., а през 1968 г. за първи път играе в най-високото ниво на шведския футбол Алсвенскан, като през същата година печели първата си шампионска титла. Има още три шампионски титли и една купа на страната. През 2010 г. ще играе във второто ниво на шведския футбол групата Суперетан.

## Успехи
- Алсвенскан
  - Шампион: 1968, 1978, 1980, 1981
  - Вицешампион: 1973, 1975, 1992
- Купа на Швеция
  - Носител: 1977
  - Финалист: 1974, 1982, 1985, 1991

## Известни бивши играчи
- Андерш Линдерот
- Атиба Хъчинсън
- Бьорн Андершон
- Инге Ейдерщет
- Юахим Бьорклунд
- Каспарс Горкшс
- Марк Уотсън
- Стиг Свенсон
- Тейтюр Тордаршон
- Тумас Равели
- Томи Свенсон